# Quintus Hortensius
Quintus Hortensius was een Romeins dictator.
In de vroege Romeinse geschiedenis kon een dictator worden uitgeroepen voor een tijdsbestek van zes maanden in tijden van nood of chaos. In Hortensius' geval werd hij uitgeroepen wegens een 'staking' van plebejers die zich op de berg Janiculum hadden teruggetrokken. Vooral staat hij bekend om zijn wet, de Lex Hortensia, uit 287 v.Chr. In deze wet werd de erkenning van het concilium plebis officieel gemaakt.